# Adicijski izrek
Adicijski izrek nam pove, kako se izraz za kotno funkcijo kosinus oziroma sinus od vsote ali razlike dveh kotov (x in y) izrazi z vrednostmi kotnih funkcij za posamezni kot.
cos (x + y)  =  cos x · cos y - sin x · sin y
cos (x - y)  =  cos x · cos y + sin x · sin y
sin (x + y)  =  sin x · cos y + cos x · sin y
sin (x - y)  =  sin x · cos y - cos x · sin y